# ابن وصیف‌شاه
ابراهیم ابن وصیف‌شاه (؟ - ۱۲۰۰م) تاریخ‌نگار مصری در سدهٔ دوازدهم میلادی/ششم هجری بود. عجائب الدنیا (شگفتی‌های جهان) در سه جلد، جواهر البحور و وقائع الدهور فی أخبار الدیار المصریة دو اثر برجستهٔ است که خیرالدین زرکلی ذکر کرده در موزهٔ بریتانیا نگهداری می‌شوند.